# Psycho Surgery
Psycho Surgery è il secondo album della christian metal band Tourniquet, pubblicato nel 1991.

## Tracce
1. "Psycho Surgery" – 4:13
2. "A Dog's Breakfast" – 4:28
3. "Viento Borrascoso (Devastating Wind)" – 3:06
4. "Vitals Fading" – 2:46
5. "Spineless" – 5:11
6. "Dysfunctional Domicile" – 5:03
7. "Broken Chromosomes" – 5:21
8. "Stereotaxic Atrocities" – 4:23
9. "Officium Defunctorum" – 6:26
10. "A Dog's Breakfast" - (Live 2000) 5:34
11. "Broken Chromosomes" - (Live 2000) 6:56
12. "Stereotaxic Atrocities" - (Demo 1991) 4:27
13. "A Dog's Breakfast" - (Demo 1991) 4:38
14. "Concert Intro" (2000)

## Formazione
- Ted Kirkpatrick - batteria, basso
- Guy Ritter - voce
- Gary Lenaire - chitarra, basso, voce
- Erik Mendez - chitarra
- Victor Macias - basso, voce